# Gonomyia versicolor
Gonomyia versicolor är en tvåvingeart som beskrevs av Alexander 1934. Gonomyia versicolor ingår i släktet Gonomyia och familjen småharkrankar. Inga underarter finns listade i Catalogue of Life.